# Kenneth Jones
Kenneth Jones, född 30 december 1921 i Blaenavon, död 19 april 2006 i Newport, var en brittisk friidrottare.
Jones blev olympisk silvermedaljör på 4 x 100 meter vid sommarspelen 1948 i London.